# First Automobile Works

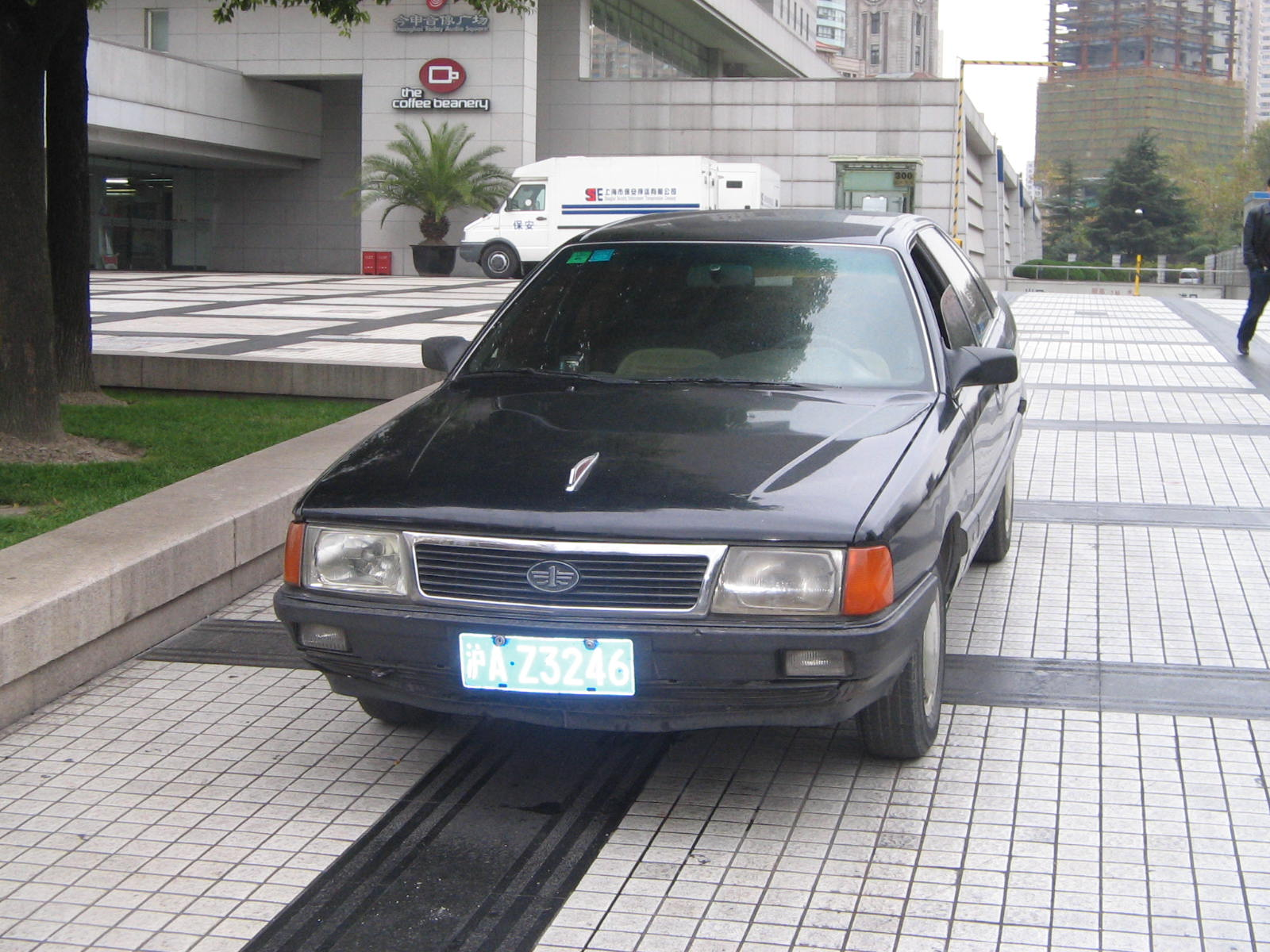
Vehículo FAW en las inmediaciones de la Plaza del Pueblo, Shanghái.

First Automobile Works (abreviado FAW; en chino: 中国第一汽车) es un fabricante de automóviles de China, uno de los seis grandes grupos automovilísticos de este país junto a Dongfeng Motor Corporation, SAIC Motor, Chang'an Motors, Chery y JAC Motors. La compañía fue fundada en 1953 e incluye a marcas como Jiaxing, Xiali y Hongqi.

## Historia
First Automobile Works se fundó en 1953 con la asistencia de Zavod Imeni Likhacheva y finaliza en el año de 1956. Durante sus primeros treinta años de existencia, sus modelos más importantes eran el camión Jiefang CA-10, el primer automóvil producido en masa en China basado en el ZiL-150. La nueva generación del camión Jiafang, el CA141, salió a la venta en 1988. En 1991, FAW se unió a Volkswagen y comenzó a enfocarse en la producción de automóviles. Desde entonces, se han formalizado acuerdos con otras marcas extranjeras, como Toyota y Mazda. Al mismo tiempo, FAW ha mantenido su propia marca de modelos de lujo Hongqi desde 1958. En 2004, sus ventas de vehículos superaron el millón de unidades.

## Logotipo
El logotipo de FAW representa la combinación de los caracteres chinos "一" ("primer") y "汽" ("automóvil"), representando a un halcón que extiende sus alas.

## Tecnología
En 1988, Chrysler le vendió a FAW buena parte de la maquinaria de producción, así como la licencia de diseño de su motor gasolina de 2.2 litros de cilindrada que utilizaban sus modelos de la plataforma K.

## Acuerdos
FAW posee muchos acuerdos de fabricación de automóviles en China. Junto con Zhongxing, produce una versión local del Zhongxing Admiral en Altaysky Kray, Rusia.
- Sichuan FAW Toyota Motor produce el Toyota Prius en la ciudad de Changchun.
- FAW-Volkswagen y Audi producen tres generaciones del Volkswagen Jetta, el Audi A4 y una versión de batalla larga del Audi A6 en la ciudad de Changchun.
- Tianjin FAW Xiali Automobile Company fabrica el Miles ZX40, una versión eléctrica del Daihatsu Move, y el Tianjin TJ, una versión actualizada del Daihatsu Charade G100.
- Tianjin FAW Toyota Motor Company ensambla el Xiali 2000, basado en el Toyota Yaris o Platz.
- FAWER Automobile Parts Company, desarrolladora y fabricante de autopartes.
- FAW Mazda fabrica modelos de Mazda y los vende bajo esa misma marca.
- FAW Jiefang Automobile Company
- FAW Car Company
- FAW Haima Motor Co.
- Changchun FAW Sihuan Automobile Company
- En 2011 FAW firma acuerdo con la compañía española SEAT, para ensamblar su modelo IBIZA.[2]

## Haima
FAW Haima Motor Co., es una división de FAW con base en la Isla Hainan, al sur de China ("Haima" significa Hainan Mazda). Originalmente, la firma Hainan Auto Works fue fruto de un acuerdo con Mazda, y producía modelos de la marca japonesa, por ejemplo el Hainan CA7130, similar al Mazda 323.
FAW adquirió la compañía a finales de los años 1990, quien tenía otro acuerdo con Mazda para producir el Mazda 6 en la provincia de Jilin. Debido a esto, Haima fue relanzada como una marca propia, de la misma manera que Xiali y Hongqi, con modelos desarrollados por su cuenta. El primero sería el Haima Family II, un sedán basado en la mecánica del Mazda 323.
Aun hay en el mercado modelos Haima en varios países como Chile donde los modelos Haima 2, Haima 3 y el furgón F-Star se venden en volumen. Fortaleza es el concesionario local, filial del grupo Gildemeister.

## Latinoamérica

### México
El 22 de noviembre de 2007, FAW y el Grupo Salinas firmaron un acuerdo para formar una sociedad (GS Motors) y mediante esta nueva compañía construir una planta en Michoacán, México, la cual estaría lista en el 2010. De esta forma, FAW se transformaría en uno de los primeros fabricantes chinos en operar en una planta en Latinoamérica. Mientras tanto, una subsidaria de GS Motors, GS Distribución importaría y vendería los modelos de FAW en las tiendas del grupo Elektra (propiedad del Grupo Salinas) y en locales propios. En el 2008 comenzaron a exportar el modelo Vita al Uruguay.
Desafortunadamente los planes de FAW fueron insuficientes al haber baja demanda de estos vehículos, por lo cual se le dio una prórroga de 6 meses para cumplir y reorganizar la empresa, hasta la fecha no ha habido negociaciones así que su salida del mercado mexicano es inminente.
Sin embargo, las expectativas para la venta y producción de camiones y autobuses, incluidos los eléctricos, son mejores. En 2019 se construye la primera planta de ensamble de FAW en México en el (estado)|Hidalgo]] por la Ensambladora Latinoamericana de Motores (ELAM) , formando así para México la marca ELAM -FAW - camiones. 

ELAM - FAW camiones cuenta con 25 distribuidoras que se encuentran repartidas por todo México.

### Chile, Perú y Bolivia
Hace algunos años, MACO I.C.S.A. (Chile) y Revo Motors S.A.(Perú), se han convertido en exclusivos representantes de FAW en la nación sudamericana, y aún representa varios modelos de la marca, ya sean camiones o automóviles. En Bolivia, SACI representa a FAW en todo el país.

## Ventas de exportación
Si bien fabrica principalmente productos para la venta en su mercado interno, FAW ha exportado a muchos países a partir de 1957 con la venta de tres camiones comerciales a un empresario en Jordania.
FAW ha tenido clientes en más de 80 países a lo largo de la vida de la empresa.  naciones a las que ha exportado productos incluyen Egipto, Irak, Kenia, México, Myanmar, Pakistán, Rusia,  Sudáfrica, Irán Zimbabue y Uruguay.

## Controversia
Durante la invasión rusa de Ucrania de 2022, FAW se negó a unirse a la comunidad internacional y retirarse del mercado ruso. Una investigación de la Universidad Yale publicada el 10 de agosto de 2022 que identificó cómo las empresas estaban reaccionando a la invasión de Rusia identificó a FAW en la peor categoría de "Atrincherarse", lo que significa Desafiar las demandas de salida: empresas que desafían las demandas de salida/reducción de actividades.

### Por países
- Representante FAW Trucks en Sudáfrica
- FAW en Uruguay
- Sitio Oficial de Faw Trucks en México Archivado el 21 de marzo de 2018 en Wayback Machine.
- Sitio de FAW en Chile
- Sitio de Fortaleza, concesionario oficial de Haima en Chile
- Sitio de FAW en Perú
- Sitio de FAW en Costa Rica

- Datos: Q1124351
- Multimedia: FAW Automotive / Q1124351